# Sica Sport
El Sica Sport es un equipo de fútbol de la República Centroafricana que juega en el Campeonato de fútbol de la República Centroafricana, el torneo de fútbol más importante del país.

## Estadio
Su estadio es el Complexe Sportif Barthélemy Boganda.